# Гарри Гопкинс (танк)
Лёгкий танк Mk.VIII «Гарри Гопкинс» (англ. Light Tank Mk.VIII «Harry Hopkins»), A25 — британский лёгкий танк времён Второй мировой войны. Танк был назван по имени Гарри Гопкинса — дипломатического советника из администрации Рузвельта.

## Описание
Mk VIII был предназначен для замены танка Mk VII «Тетрарх» в подразделениях Британской армии. Компания Виккерс-Армстронг собиралась усовершенствовать танк «Тетрарх», особенно в области бронирования. У Mk VIII была увеличена толщина брони в лобовой части корпуса и башни до 38 мм, борта корпуса имели бронирование в 17 мм, кроме того был увеличен угол наклона броневых листов, что еще более усиливало защиту от снарядов. Это повлекло увеличение габаритов и веса, в результате «Гарри Гопкинс» оказался слишком тяжелым для перевозки с помощью планёра General Aircraft Hamilcar, который использовался для перевозки танков «Тетрарх».
На Mk VIII был установлен тот же 12-цилиндровый двигатель Meadows, что и на «Тетрарх», однако увеличившаяся масса танка снизила его максимальную скорость до 48 км/ч. Вооружение также осталось прежним – один пулемет BESA и 40-мм пушка QF 2 pounder. Танк сохранил необычную систему рулевого управления «Тетрарха»: при повороте все восемь опорных катков не только поворачивались, но и наклонялись так, чтобы немного изогнуть гусеницы и повернуть танк. Идея состояла в том, чтобы уменьшить механическое сопротивление и снизить потери мощности, имевшие место в традиционной системе поворота танка при помощи торможения гусеницы с нужной стороны танка. В отличие от «Тетрарха», рулевая система была оборудована усилителем.

## История создания и производства
Дизайн танка был представлен в Военное Министерство Великобритании в конце 1941 года с начальным заказом на 1000 машин, построенных при содействии Танковой Комиссии Военного Министерства. В ноябре 1941 года размер заказа был увеличен до 2410 танков. Производство планировалось начать в июне 1942 года на заводе компании Метро-Кэммелл, являющейся филиалом Виккерс-Армстронг. Именно тогда танку было присвоено обозначение A25 и имя «Гарри Гопкинс». Однако почти сразу был выявлен ряд проблем, которые требовали внесения дополнительных модификаций в конструкцию танка. В сентябре 1942 года Министерство Снабжения Великобритании сообщило премьер-министру Черчиллю о том, что из-за недостатков конструкции могут возникнуть задержки в поставках танков Mk VIII. В докладе Военного Министерства, в частности, сообщалось, что подвеску танка нужно серьёзно доработать, прежде чем пускать его в производство. Полевые испытания танка также показали ряд недоработок, которые были настолько серьёзными, что испытания завершились досрочно.
Это привело к тому, что только 6 танков из 100 заказанных Военным Министерством были произведены к концу августа 1943 года. Хотя Военное Министерство настаивало на производстве машин подобного класса, к февралю 1945 года, когда производство танка было остановлено, было построено всего 100 машин.
|       | 1     | 2     | 3     | 4     | 5     | 6     | 7     | 8     | 9     | 10    | 11    | 12    | Всего |
| ----- | ----- | ----- | ----- | ----- | ----- | ----- | ----- | ----- | ----- | ----- | ----- | ----- | ----- |
| 1943  |       |       |       |       |       | 1     | 2     | 3     | 7     | 6     | 7     | 7     | 33    |
| 1944  | 6     | 4     | 2     | 2     | 5     | 6     | 5     | 3     | 5     | 8     | 6     | 6     | 58    |
| 1945  | 6     | 1     | 2     |       |       |       |       |       |       |       |       |       | 9     |
| Итого | Итого | Итого | Итого | Итого | Итого | Итого | Итого | Итого | Итого | Итого | Итого | Итого | 100   |

## Боевое применение
К середине 1941 года чиновники в Военном Министерстве и британской армии приняли решение постепенно отказаться от использования легких танков, поскольку те обладали слабым вооружением и бронированием, а также неудовлетворительно показали себя в боях с немецкими танками во время Битвы за Францию. Большие потери легких танков заставили по иному посмотреть на концепцию легкого танка. Довоенная роль легкого танка как разведывательной машины постепенно отошла к бронеавтомобилям, которые имели меньший экипаж и большую проходимость по пересеченной местности. Небольшое количество легких танков, необходимое Британской армии практически полностью компенсировалось американскими танками M5 «Стюарт». Поэтому Mk VIII морально устарел ещё до того, как удалось построить значительное количество танков, и никогда не принимал участие в боях. Однако у Военного Министерства были планы переоборудовать эти машины в разведывательные или аэротранспортабельные. В конечном счете было решено передать уже построенные танки ВВС Великобритании для охраны аэродромов.

## Дальнейшие разработки
На основе танка Mk VIII был разработан прототип САУ «Алекто». Машина также имела обозначения Harry Hopkins 1 CS («Close Support» – англ. «близкая поддержка») и A25 E2. В одном из вариантов САУ представляла собой 95-мм гаубицу, установленную в открытой рубке на шасси от танка «Гарри Гопкинс». Орудие имело низкий профиль и имело меньшее бронирование, чем базовый танк. Это было сделано для уменьшения массы, и, как следствие, увеличения максимальной скорости. Военное Министерство первоначально заказывало 2200 САУ типа «Алекто», однако было произведено очень мало машин. САУ «Алекто» никогда не участвовали в боях. Большинство из них было переоборудовано в бульдозеры для инженерных войск.
Также обсуждалась возможность использовать танк в связке с планёром Baynes Bat типа «Летающее крыло». Полученный «крылатый» танк буксировался при помощи транспортного самолета, а затем планировал прямо на поле боя. Однако эти разработки были прерваны после неудачных испытаний прототипа, который разбился сразу после взлета.